# Honor Thy Father (canción)
«Honor Thy Father», es la cuarta canción del álbum Train of Thought de la banda de metal progresivo Dream Theater con una duración de 10:14 min. La letra de la canción fue escrita por Mike Portnoy hablando sobre el odio que tenía hacia su padrastro. En la mitad de la canción se puede oír un diálogo entre un padrastro y su hijastro donde es muy notorio el uso de palabras fuertes. También se pueden escuchar palabras fuertes en el último coro de la canción. Mike declaró que no es muy bueno escribiendo canciones de amor, así que decidió escribir una canción de odio. La canción incluye sonidos de la película Magnolia.

## Banda
- James LaBrie - voz
- John Myung - bajo
- John Petrucci - guitarra
- Mike Portnoy - Batería, coros
- Jordan Rudess - Teclados